# Trachypithecus laotum
Il presbite del Laos o presbite nero dalle ciglia bianche (Trachypithecus laotum) è una specie di primate della famiglia dei Cercopitecidi. È endemico del Laos centrale. Il suo habitat naturale è costituito dalle foreste secche subtropicali o tropicali. Da un punto di vista genetico, i presbiti neri indocinesi e quelli dell'Hatinh sono molto imparentati con il presbite del Laos; di conseguenza è stato suggerito che possano essere sue sottospecie.